# District de Salem
Le district de Salem est un district de l'état du Tamil Nadu, dans le sud de l'Inde.

## Géographie
Sa capitale est Salem.
La superficie du district est de 5 237 km2. En 2011, il comptait 3 482 056 habitants.